# Arqueología de género

La arqueología de género es un método de estudio de las sociedades del pasado que examina, por el sesgo de su cultura material, la construcción social de las identidades y de las relaciones humanas. La arqueología de género se ha ocupado de recuperar la historia de las mujeres en las poblaciones antiguas cuestionando que la representación del pasado se haya hecho siempre en torno al hombre y señalando que las relaciones de género son una parte integral de cualquier teoría social. Las pioneras en esta matera fueron escandinavas y anglosajonas a finales de los años 70 y principios de los 80 del siglo XX. Destacan los nombres de la noruega Liv Helga Dommasnes y las estadounidenses Margaret Conkey, Janet D. Spector y Joan Gero. No podemos interpretar el material acumulado durante miles de años afirmando que todo él está relacionado con actividades masculinas, señala Conkey.

## Teoría

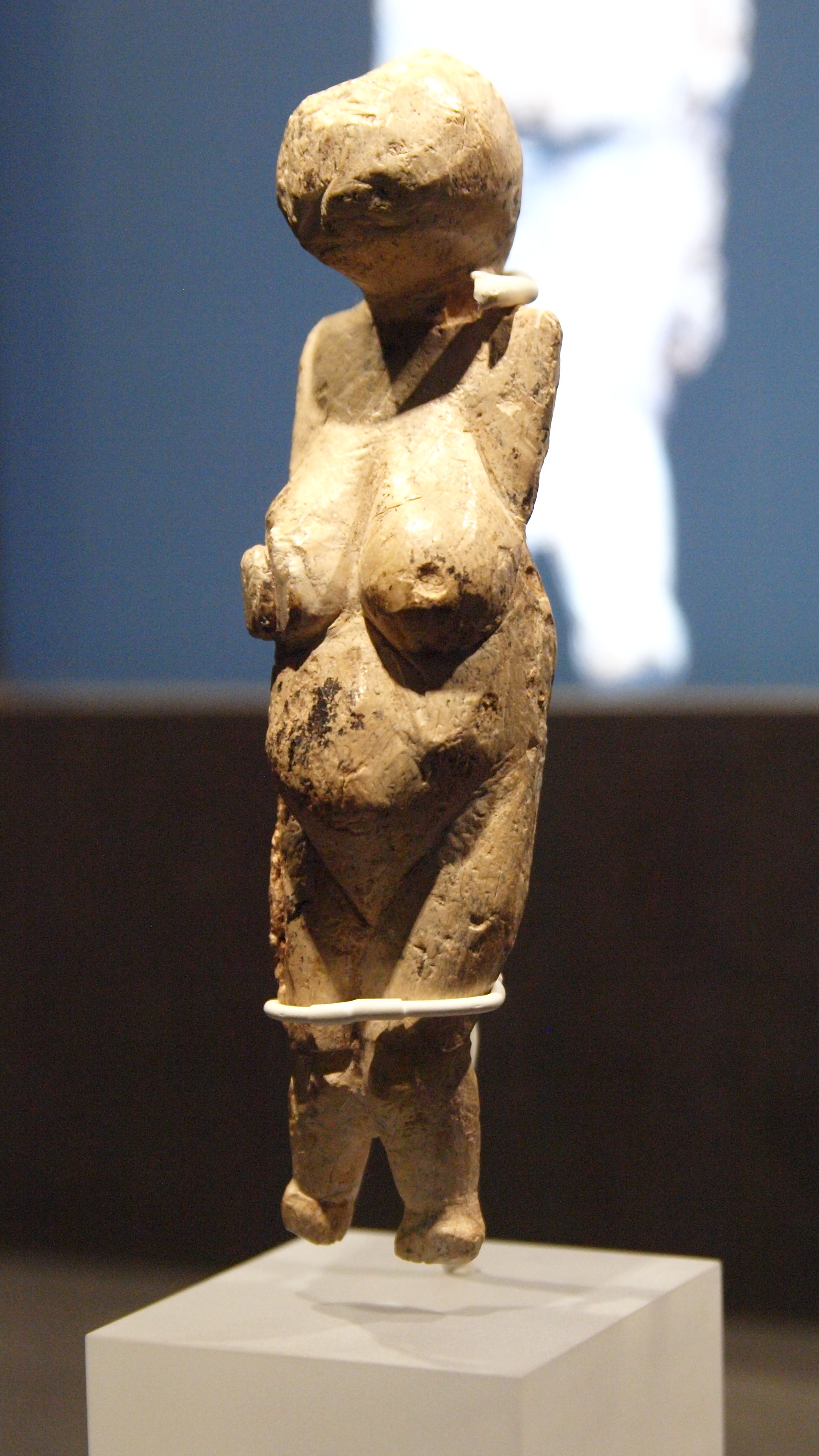
Figurilla de Kostenki

La arqueología de género se plantea desde la voluntad de realizar una relectura reflexionada sobre los datos, la metodología y el carácter del conocimiento propios de la arqueología y provee de instrumentos conceptuales, metodológicos y técnicos para interpretar la experiencia histórica femenina a través del estudio de la cultura material.
Las aproximaciones feministas a la arqueología plantean la necesidad de reconceptualizar una serie de conceptos clásicos para dar cabida a las actividades realizada por las mujeres además de recuperar su papel en la historia. También reivindican el valor y la redimensión de las actividades de mantenimiento como las domésticas, tecnológicas o de producción habitualmente descuidadas en los discursos teóricos tradicionales. Por otro lado señalan que muchas actividades sociales han sido atribuidas al género masculino y asumidas así por los investigadores sin que en ningún caso hayan sido demostradas analíticamente.
Se basa en dos aspectos : la crítica del determinismo biológico y el análisis de las relaciones de poder entre los sexos. El primer aspecto hace referencia a la idea de que, aunque casi todos los individuos poseen desde su nacimiento un sexo biológico (generalmente sexo masculino o femenino, pero también intersexo), no hay nada de natural en el género que es, de hecho, una construcción social que varía según las culturas y los periodos. Con respecto al segundo aspecto, los arqueólogos trabajando en el marco de la arqueología de género examinan en el sus investigaciones la posición relativa de los hombres, de las mujeres y de las niñas de las sociedades del pasado a través de la identificación y el estudio de las diferentes formas de poder y de autoridad de cada uno y cada una. Pueden estar preservadas en los vestigios materiales y humanos aunque no son siempre inmediatamente aparentes y a menudo están abiertas a la interpretación. Centran igualmente su atención en las relaciones entre estos individuos y otros grupos sociales (familiares pero también de clases, edades y religiones diferentes).
El arqueólogo Bruce Trigger señaló que la arqueología de género se distingue de otras variantes de la disciplina que se han desarrollado en paralelo a la mismo periodo (hacia 1980), como la arqueología de la clase obrera o la arqueología pública porque "en lugar de simplemente representar otro objeto de la investigación, la arqueología de género se ha impuesto como una parte necesaria e integrante de todas las demás arqueologías"

## Historia
La arqueología del género empezó con una crítica a las presunciones androcéntricas de la perspectiva Occidental. Las pioneras fueron escandinavas y anglosajonas que compartieron experiencias e inivestigaciones en diversos foros. Entre ellos, destaca la investigadora Alison Wylie, el encuentro de Stavenger en Noruega en 1979 (Bertelson et alii, 1987), las reuniones del grupo de mujeres del Departamento de Arqueología de la Universidad de Cambridge en los años ochenta (Arnold et alii, 1988), la conferencia de Wedge en 1989 organizada por Joan Gero y Margaret Conkey (Gero y Conkey, 1991), el Congreso de Chacmool sobre arqueología y género también en 1989 (Waldy y Willows, 1991) y los celebrados en la Appalachian State University en Boone (Carolina del Norte) y en la universidad australiana de Camberra.
En Noruega, arqueólogas como Liv Helga Dommasnes habían iniciado a principio de los años 1970 el estudio de las relaciones entre los sexos en la (pre)historia y en la propia profesión. Culmina en 1979 en la puesta en marcha de un taller titulado « Were they all men ? » organizado por la Asociación Arqueológica Noruega y en la creación de un periódico sobre estudios feministas y de género en arqueología "K. A. N. Kvinner je Arkeologi i Norge » [trad. Las mujeres en la arqueología en Noruega] que publicó artículos entre 1985 y 2005.
En la comunidad arqueológica anglófona surgió a partir del desarrollo de los movimientos feministas de la segunda ola a principios de los años 1980. Las pioneras en aplicar los enfoques, ideas y teorías feministas a la teoría y la práctica arqueológica fueron Margaret Conkey, Janet D. Spector y Joan Gero. En 1984 Conkey y Spector publicaron un artículo referencia histórica en esta materia: Archaeology and the study of gender  y en 1991 Conkey y Gero publicaron Engendering Archaeology:Women and Prehistory.
En España las primeras reflexiones sobre esta materia aparecen en la contribución de muchas arqueólogas en la reunión de Arqueología Teórica celebrada en Santiago de Compostela en 1992 en la que se organizó por primera vez una sesión sobre arqueología y mujeres en un foro abierto de discusión disciplinar. En 1994 Margarita Díaz Andreu y Nuria Sanz realizaron un primer estudio sobre cómo se había producido el acceso de mujeres a la profesión de arqueología. En la Universidad Autónoma de Barcelona, en el Departamento de Antropología Social y Prehistória un grupo de arqueólogas empezaron a trabajar en arqueología del género. En el 2000 la arqueóloga Paloma González coordinó el monográfico Mujeres, espacio y arqueología, una primera aproximación desde la investigación española en la revista Arqueología Espacial.

## Crítica
Algunos arqueólogos han criticado abiertamente la arqueología de género. Uno de ellos es Paul Bahn que publicó un artículo en el que decía:

La última epidemia - que guarda un gran parecido con los buenos viejos tiempos de la nueva arqueología (principalmente una raqueta para los chicos) - es la arqueología de género, que es en realidad arqueología feminista (una nueva raqueta para las chicas). Sí, la gente, las hermanas lo están haciendo por sí mismas ... Apenas pasa un mes sin que otra conferencia sobre "arqueología de género" sea celebrada en algún lugar por una gran cantidad de mujeres arqueólogas (además de unos bravos o modernos hombres que aspiran a la corrección política). Algunos de sus objetivos son loables, pero no se debe permitir que el carro se desplace demasiado lejos, tal como lo hizo la nueva arqueología, antes de que la falta de ropa de las emperatrices sea señalada por cínicos alegres.
Paul Bahn, 1992

## La arqueología de género y los estudios culturales
Ha sido postulado que el género no es hereditario y se enmarca en un proceso social mientras que el sexo es biológicamente determinante y estático (Claassen 1992, Gilchrist 1991, Nelson, 1997). 
Para algunas personas especialistas en arqueología, sin embargo, el sexo no es  « la base sobre la cultura elabora el género » (Morris, 1995, p. 568-569). En 1992, Claassen indica (p. 4) que " se han identificado sesgos entre los métodos utilizados en la identificación del sexo de los esqueletos... Cuando un sexo es asignado a posteriori a un esqueleto de sexo desconocido, es un acto cultural", demostrando así como la práctica arqueológica en sí misma está sometida a sesgos culturales. 
Estos postulados teóricos cuestionan los métodos antropológicos de determinación del sexo de los restos humanos empleados hasta entonces en Occidente dado que en los estudios interculturales los antropólogos no utilizan en uno u otro país las mismas características físicas para determinar el sexo de una persona. 
Este enfoque, que induce que el sexo no es un concepto aplicable al conjunto de las culturas (se refiere al concepto cross-cultural en inglés) sino que es culturalmente asignado, está siendo cuestionado por utilización a gran escala del análisis del ADN de restos humanos. No obstante, las conclusiones extraídas de estos trabajos efectuados por arqueólogos occidentales estarían igualmente sesgados por sus influencias culturales y concepciones del sexo, de la biología y del ADN.
Esperando que el análisis de la cultura material y los estudios etnográficos de las sociedades pasadas proporcionarán una imagen más clara del/de los rol(es) que el género ha jugado/juega en el seno de estas sociedades, la arqueología utiliza en la actualidad tipos de datos más variados e integran en sus análisis e interpretaciones otros aspectos en la recopilación de datos que no utilizaban antes. Por ejemplo, los estudios de género han analizado a menudo las sociedades desde el prisma macho/hembra (Gilchrist 1991, Leick 2003). No obstante, recientes trabajos sobre el terreno, han cuestionado esta dicotomía masculino-femenino ampliando las categorías para incluir un tercero o cuarto género en ciertas sociedades no-occidentales (Herdt 1994, Hollimon 1997). Otros estudios sobre la cultura material amplían igualmente en la actualidad su marco de investigación incluyendo los objetos, las actividades y la organización espacial en el paisaje (Nelson, 1997).